# Festival les inRocKs
 (juin 2023).
Le festival les inRocKs a été créé en 1988 par le magazine culturel français Les Inrockuptibles. Sa programmation alterne groupes confirmés et jeunes espoirs du rock indépendant et de la scène alternative. En plus de vingt éditions le festival a affirmé sa notoriété et est devenu itinérant à travers la France dans les villes de Paris, Lille, Toulouse et Nantes.

## Éditions

### Années 2000

#### 2004
La 17e édition du festival a eu lieu du 4 au 9 novembre à Paris, et du 5 au 10 à Lille, Nantes et Bordeaux. 
La principale tête d'affiche du festival est le groupe anglais The Libertines composé, entre autres, de Pete Doherty et Carl Barât, qui se sont vus accompagnés en haut de l'affiche par les Belges de dEUS et Soulwax, les écossais de Franz Ferdinand et les américains de Kings of Leon, LCD Soundsystem, The Killers ou Radio 4. Rhesus, Miossec, Nouvelle Vague et TTC représentaient la France.

#### 2005
Le festival a eu lieu du 3 au 8 novembre dans les mêmes villes que l'année précédente. 
Les artistes français sont présents avec les groupes Stupeflip, Dionysos et Rubin Steiner ainsi que les groupes anglo-saxons Arctic Monkeys, Kaiser Chiefs, The Go! Team, Hard-Fi, The Subways, The Rakes et Cat Power. Les allemands de Digitalism font découvrir leur électro au public de cette 18e édition.

#### 2006
La 19e édition du festival s'est déroulée du 8 au 14 novembre à Paris, Nantes, Toulouse, Strasbourg et Lille.
Beaucoup d'artistes confirmés s'y produisent parmi lesquels Étienne Daho, Jarvis Cocker, l'ex-chanteur de Pulp, les américains de TV on the Radio, l'anglaise Lily Allen, les Babyshambles (de Pete Doherty), la reformation du groupe Gang of Four. Au niveau des découvertes, le festival accueille The Spinto Band, les Guillemots, le fils de John Lennon : Sean Lennon, CirKus (feat. Neneh Cherry) ou encore The Pipettes.

#### 2007
Comme l'année précédente le festival s'est déroulé du 8 au 14 novembre mais avec une étape supplémentaire à Clermont-Ferrand (soit un total de 6 villes) et sa Coopérative de Mai.
A l'affiche 48 artistes parmi lesquels Justice, Bloc Party, Yelle, Klaxons, Devendra Banhart et Editors comme talents confirmés et Cocoon (vainqueur du tremplin des Inrocks CQFD, « Ceux qu'il faut découvrir »), I'm from Barcelona, Blood Red Shoes, Cold War Kids, The Noisettes, Does It Offend You, Yeah?, The Gossip et Midnight Juggernauts entre autres. Le festival était parrainé par Motorola. En marge du festival, une soirée spéciale s'est tenue le 8 novembre au club parisien la Loco, avec Étienne de Crécy, Yuksek, Brodinski ou encore Dj Gorky. 

#### 2008
Le festival s'est déroulé entre le 12 et le 18 novembre dans seulement 4 villes. Les salles qui sont utilisés pour l'occasion sont l'Aéronef et le Splendid (Lille), l'Olympic à Nantes, le Bikini de Ramonville près de Toulouse et pour Paris la Cigale et le Zénith.
L'affiche propose The Kooks, CSS, MGMT, Alela Diane, The Ting Tings, Foals, Hot Chip, Friendly Fires, Cajun Dance Party et Soko.

#### 2009
Cette édition se déroule dans les 4 mêmes villes que l'année précédente, du 3 au 10 novembre 2009.
Les artistes présents sont Florence and the Machine, Passion Pit, Ebony Bones, Hockey, Dan Black, Sliimy, Black Lips, Amanda Blank, etc.

### Années 2010

#### 2010
L’édition 2010 du Festival Les Inrocks Black XS s'est déroulée du 3 au 9 novembre entre Paris, Lille, Nantes et Toulouse.
Le retour des Liverpuldiens The Coral, la révélation hype et vintage The Drums, les californiens de Local Natives, la pop acidulée et québécoise de La Patère rose, l’ex-Libertines Carl Barât, Anna Calvi, ou encore Monarchy.
Deux soirées sont confiées à des labels : Kitsuné, le 3 novembre à La Boule noire, et Bella Union le lendemain à la Cigale.

#### 2011
La 24e édition du Festival les inRocKs s’est ouverte le 2 novembre. Paris, Lille, Marseille, Lyon, Toulouse et Caen ont accueilli l’événement qui s’est associé une fois de plus à Black XS. 
Au programme, une semaine de concerts et 80 représentations dans toute la France. Parmi les espoirs on retrouve notamment Jimmy Hunt, Laura Marling ou encore les californiens de Foster the People. Les meilleurs artistes de l’année écoulée étaient également présents avec Saul Williams, Agnès Obel, James Blake, Timber Timbre, Cults et Wu Lyf. Anna Calvi, révélation de l’édition 2010, était de retour sur la scène de l’Olympia le 7 novembre. 

#### 2012
Au programme aussi de cette édition 2012 : Alabama Shakes, Michael Kiwanuka, The Maccabees, Spiritualized, Alt-J (Δ), Electric Guest et Citizens!, Willy Moon, Poliça, The Bots, Team Me, Savages, Jake Bugg, Palma Violets, Haim, Phantogram, Niki and the Dove ou No Ceremony.

#### 2013
Parmi les groupes établis, Suede est présent pour un concert à la Cigale et Foals au Zénith, mais également Valerie June, Laura Mvula ou Christine and the Queens, Temples, Jacco Gardner, Sivu, Teleman, Troumaca, Casual Sex, MØ, Young Fathers, Deptford Goth, Arthur Beatrice, AlunaGeorge, London Grammar,  Suuns, Drenge.
Une soirée sera consacrée au label Domino qui, sur la scène de la Cigale, présentera son catalogue avec notamment Austra, Matthew E. White ou encore Petite Noir.

#### 2014
Au programme de cette 27e édition : Lykke Li, Frànçois and The Atlas Mountains, Damon Albarn, The Jesus and Mary Chain, Parquet Courts, Palma Violets, The Orwells,  Benjamin Booker, Ásgeir, Moodoïd, Eagulls, Baxter Dury, Nick Mulvey, The Acid, Rosie Lowe, Bipolar Sunshine, Bad Breeding, Nimmo and The Gaunletts, Vaults, Circa Waves, Telegram, Royal Blood, Cloud Boat, Wolf Alice, Woman’s Hour et Ibeyi.

#### 2015
L'édition 2015 s'est tenue à Paris, Londres, Tourcoing, Lyon, Nantes et Toulouse du 11 au 17 novembre.
| Date        | Paris                                                | Paris                                                           | Paris                                     | Londres             | Tourcoing                                                | Nantes                                                   | Toulouse                                                 |
| Date        | Casino de Paris                                      | La Cigale                                                       | La Boule Noire                            | St Giles Church     | Le Grand Mix                                             | Stéréolux                                                | Bikini                                                   |
| ----------- | ---------------------------------------------------- | --------------------------------------------------------------- | ----------------------------------------- | ------------------- | -------------------------------------------------------- | -------------------------------------------------------- | -------------------------------------------------------- |
| 11 novembre | Alabama Shakes, Algiers, Last Train et The Prettiots | -                                                               | -                                         | -                   | -                                                        | -                                                        | -                                                        |
| 12 novembre | -                                                    | Odezenne, Jack Garratt, Rationale et Minuit                     | Wall of Death, The Big Moon et Blossoms   | Yael Naïm et Ala.Ni | Fat White Family, The Districts, Wolf Alice et Bo Ningen | -                                                        | -                                                        |
| 13 novembre | -                                                    | Fat White Family, The Districts, Wolf Alice et Bo Ningen        | Yak, Pretty Vicious et Lusts              | -                   | Son Lux, Ghost Culture, Låpsley et Formation             | -                                                        | -                                                        |
| 14 novembre | -                                                    | Son Lux, Ghost Culture, Flavien Berger et Formation             | Låpsley, Emilie Nicolas et Beau           | -                   | -                                                        | Fat White Family, The Districts, Bo Ningen et Wolf Alice | -                                                        |
| 15 novembre | -                                                    | John Grant, Flo Morrissey, Max Jury, C Duncan et Barns Courtney | BC Camplight, Palace et Charlie Cunnigham | -                   | -                                                        | Son Lux, Ghost Culture, Flavien Berger et Formation      | -                                                        |
| 16 novembre | -                                                    | -                                                               | -                                         | -                   | -                                                        | -                                                        | Fat White Family, The Districts, Wolf Alice et Bo Ningen |
| 17 novembre | -                                                    | -                                                               | -                                         | -                   | -                                                        | -                                                        | Son Lux, Ghost Culture, Flavien Berger et Formation      |

## Années 2020

### 2024
L'édition a lieu du 27 février au 2 mars.
Programmation : The Libertines, Lucie Antunes, Gwendoline, Fat Dog, Lambrini Girls, Rallye, Bingo Fury, Mary In The Junkyard, Faux Real, Bracco, Unloved, Bolis Pupul, Jaakko Eino Kalevi, Miki